# GRB 980425
GRB 980425 est un sursaut gamma détecté le 25 avril 1998 à 21:49 UTC par le capteur de sursaut gamma de Beppo-SAX. D'une durée d'environ 30 secondes, GRB 980425 est survenu à peu près en même temps que la supernova SN 1998bw, ce qui pourrait indiquer un lien entre les deux,.